# Alex Soler-Roig
Alex Soler-Roig (n. 29 octombrie 1931, Barcelona, Catalonia, Spania) a fost un pilot spaniol de Formula 1 care a evoluat în Campionatul Mondial între anii 1970 și 1972.